# Kingdom Hearts 3D: Dream Drop Distance
Kingdom Hearts 3D: Dream Drop Distance (キングダム ハーツ 3D [ドリーム ドロップ ディスタンス] Kingudamu Hātsu Surī Dī [Dorīmu Doroppu Disutansu]?) es un videojuego de la serie de juegos Kingdom Hearts, desarrollado y publicado por Square Enix para la videoconsola Nintendo 3DS. 
El juego fue lanzado en Japón el 29 de marzo de 2012, en Europa el 20 de julio de 2012 y en América el 31 de julio de 2012. En España los representantes de Nintendo decidieron no distribuirlo en el país dado a la negativa de la empresa SE de realizar una traducción. 
Sin embargo, unas cuantas copias fueron distribuidas en lugares seleccionados del país, pero el juego no está traducido en los otros idiomas solamente están el francés, inglés y alemán.
Fue anunciado el martes 15 de junio de 2010 en la conferencia de Nintendo celebrada en Los Ángeles, en el evento E3 2010 entre los proyectos de Square Enix para la plataforma.
Es, tras Kingdom Hearts: Chain of Memories, Kingdom Hearts 358/2 Days y Kingdom Hearts Re:coded, el cuarto juego de la serie para una portátil de Nintendo.
Kingdom Hearts 3D: Dream Drop Distance fue desarrollado por el mismo equipo que trabajó en Kingdom Hearts: Birth by Sleep y es el siguiente juego de la saga tras el mencionado. Yoko Shimomura compuso la banda sonora. 

## Historia
En Vergel Radiante, Braig se adentra en el área informática del estudio de Ansem el Sabio y se encuentra a Even e Ienzo inconscientes en el suelo con unas manchas de oscuridad que emanan de ellos. El único que está presente en la sala es Terra-Xehanort, al cual Braig hace unas preguntas. Terra-Xehanort responde con la invocación de la Llave Espada del Maestro Xehanort y se la clava a Braig al pecho, extrayendo su Corazón. Cuando Braig pierde la conciencia, Terra-Xehanort declara que ahora es "Ansem".
Once años después, Yen Sid pone Sora y Riku a prueba través de una Marca de Maestro con el fin de que se conviertan en hechos y derechos Maestros de la Llave Espada y contrarrestar el próximo regreso de Maestro Xehanort. Como parte de esta prueba, los dos son enviados a los siete mundos que han sido restaurados tras la derrota de Ansem, el Buscador de la Oscuridad, pero han entrado en un estado de "sueño profundo" que los desconecta de los otros mundos. Estos mundos se ven afectadas por Atrapasueños (Dream Eaters), las criaturas que nacen de la oscuridad y que buscan Cerraduras de los Mundos Dormidos. La tarea dada a Sora y Riku es volver a despertar dichos mundos mediante las Cerraduras Durmientes que encuentran allí y luego volver al Reino de la Luz, después de lo cual se considerarán Maestros de la Llave Espada. Los dos viajan a través de los Mundos Dormidos de forma independiente el uno del otro después de haber sido separadas al comienzo del examen, y reclutan benevolentes Espíritus Atrapasueños para ayudarlos en la búsqueda de las Cerraduras y la lucha contra los malvados Pesadilla Atrapasueños que tratan de destruir los Mundos Dormidos.
Mientras tanto, en Vergel Radiante, Lea se despierta y se da cuenta de que ha sido restaurada a su forma original después de la destrucción de su Incorpóreo, Axel. Él encuentra que sus compañeros, Dilan, Even, Aeleus e Ienzo, también se han revivido, pero después de buscar en el mundo, Lea no encuentra ninguno de los otros miembros de la Organización XIII. Ienzo explica que cuando el Sincorazón y el Incorpóreo de una persona determinada se destruyen, vuelven al mundo en el que se convirtió en el Sincorazón y en el Incorpóreo a menos que su mundo fuera destruido y por lo tanto despertara en Ciudad de Paso. Lea, sin embargo, recuerda que Braig y Isa se encontraban en Vergel Radiante cuando se convirtieron en Xigbar y Saïx, y se aventura a buscarlos al ver que no están con ellos.
Mientras supervisan el examen con Yen Sid, el Rey Mickey, Donald y Goofy se entregan una nota de Diablo, el cuervo de Maléfica, junto con la corona de la Reina Minnie. Los tres se apresuran hacia el Castillo Disney a través de la Nave Gumi para enfrentarse a Maléfica y Pete en la biblioteca del castillo, donde mantienen como rehén a la Reina Minnie. Maléfica les habla de su primer encuentro con el Maestro Xehanort y exige el acceso al Binarama, pero el Rey Mickey se niega, haciendo que Maléfica le ataque, pero un Corredor de Oscuridad aparece y dos Chakram con él. El primero bloquea el ataque de Maléfica y el segundo distrae a Pete el tiempo suficiente para que la Reina Minnie pueda escapar. Habiendo sido sus planes frustrados, los villanos se van, mientras que fuera del corredor de la oscuridad aparece Lea, que los acompaña de nuevo a la Torre de los Misterios y hace una petición sorprendente a Yen Sid.
En los Mundos Dormidos, Sora y Riku se cruzan con los revividos Ansem y Xemnas , así como un misterioso hombre joven encapuchado con vínculos con el Maestro Xehanort.
Finalmente, una vez que todas las Cerraduras Durmientes están selladas, Sora se encuentra en Mundo Inexistente en lugar del Reino de la Luz. Se encuentra con Xigbar y el joven, una vez más. Atrapado en una ilusión, Sora descubre que el joven es en realidad el Maestro Xehanort en su juventud, que fue visitado por Ansem, el Buscador de la Oscuridad, quién le explicó el futuro y le guió para que cumpliese una tarea a través de los tiempos. El Joven Xehanort gana así la posibilidad de viajar en el tiempo y ha estado yendo a diferentes períodos de tiempo para reunir varias encarnaciones de Xehanort. Sora trata desesperadamente de llegar al castillo, pero está plagada de ilusiones de Riku, Kairi, Naminé, Roxas, Xion, Terra, Aqua y Ventus, dejando su corazón más vulnerable.
Finalmente, se encuentra con Xemnas y Xigbar, quienes le explican que el plan original de la primera Organización XIII, que el Maestro Xehanort había planeado era colocar un fragmento de su propio Corazón en el interior de cada uno de los Incorpóreos, que fueron engañados para pensar que carecían de Corazón con el fin de garantizar su lealtad a Xemnas, pero la independencia de cada miembro fue un imprevisto para el plan, que se fue demostrada en su mayoría por Axel y Roxas, e hizo su plan de imposible de realizar.
Negándose a convertirse en uno de los receptáculos del Maestro Xehanort, Sora se enfrenta a Xemnas. A pesar de que se las arregla para ganar, su corazón está dañado y cae en un estado de coma, tras lo cual es secuestrado al Castillo Inexistente por el Joven Xehanort. Sora cae en la Oscuridad, pero su corazón roto es envuelto por la armadura de Ventus, que se encuentra en su interior.
Riku llega al Mundo Inexistente , donde se encuentra el cuerpo comatoso de Sora flotando dentro de un campo de fuerza de Oscuridad . Después de luchar contra un enemigo misterioso nacido de la oscuridad de Sora , Riku es arrastrado por Ansem en la oscuridad. A continuación, le explica a Riku había estado luchando en los sueños de Sora desde el principio, actuando como un Atrapasueños para la destrucción de las pesadillas en su interior. Ansem, al ver que Riku ha aceptado su Oscuridad, le pide que unan sus fuerzas. Riku explica que inicialmente había dudado de si podía manejar la llave espada después de ver que Xehanort había perdido la suya al convertirse en un Sincorazón. Recuerda una conversación que tuvo con Terra cuando era niño que estimuló su deseo de ver otros mundos. Riku acepta que él puede sostener la oscuridad en su corazón y aun así ser digno de convertirse en un Maestro de la Llave Espada, pero él todavía se niega a unir fuerzas con Ansem. Después de la pelea entre los dos, Riku se transporta fuera de los sueños de Sora para llegar a los mundos reales, donde sigue en busca de Sora.
Riku localiza a Sora en la sala del trono, donde se encuentra con el Joven Xehanort. Éste ha estado reuniendo varias encarnaciones en el tiempo del Maestro Xehanort con el fin de crear la nueva Organización XIII, y sus miembros hasta el momento son el joven Xehanort , Ansem, Xemnas y Xigbar, aparte de las otras encarnaciones de varias épocas de Xehanort. Sólo faltan el Maestro Xehanort, que está a punto de revivir, y un décimo-tercero receptáculo, que según los planes de la nueva Organización XIII, será Sora. De repente, llega el Rey Mickey y usa su Magia Paro, deteniendo así el tiempo para salvar a Riku y a Sora. No obstante, el Joven Xehanort no es afectado por esta Magia, y ataca a Riku, lleno de ira. 
A pesar de que Riku se las arregla para derrotarlo y forzarlo hacia atrás, el Maestro Xehanort es revivido. El viejo maestro explica sus esfuerzos pasados al Rey Mickey y a Riku, su fallido intento de crear la Llave Espada-χ, y su intención de crear la nueva Organización XIII con el fin de formar Trece Oscuridades y entrar en contradicción con Siete Luces, que recrearían la Llave Espada-χ y reiniciar así la Guerra de las Llaves Espada. Con Ansem y Xemnas atrapando a Riku y al Rey Mickey, el Maestro Xehanort se prepara para colocar un fragmento de su Corazón en el interior de Sora, pero Lea llega a la escena y protege a Sora.
El Maestro Xehanort ordena a uno de los miembros de la Organización XIII que se ocupe de Lea, y dicho miembro resulta ser Saïx.
Ansem invoca a su guardián, quien atrapa a Riku y al Rey Mickey, uno con cada mano, pero Donald y Goofy llegan a través del Fragmento Estelar de Mickey y lo aturden. Con sus planes temporalmente descarrilados, el Maestro Xehanort se retira con su nueva Organización XIII, pero jura venganza.
El cuerpo comatoso de Sora es llevado de nuevo a la torre de Yen Sid. El anciano explica que Riku, al haber estado tanto tiempo en el sueño de Sora es el único que puede salvar su corazón de su estado latente. Así pues, Riku usa su Llave Espada para entrar en el Corazón de su amigo. Allí, en el Descenso al Corazón, encuentra a Sora dentro de la armadura de Ventus. Ésta ha sido cubierta con la Oscuridad a la que sucumbió Sora. Riku lucha contra la armadura y gana. Aunque Riku logra derrotar a Sora y liberarlo de la armadura, no vuelve al mundo real sino que aparece en unas Islas del Destino dentro del Corazón de Sora, donde se encuentra con facsímiles de Ventus, Roxas y Xion, y finalmente, Ansem el Sabio, quien da a Riku los datos de la investigación que el verdadero Ansem escondió en el interior de Sora durante su sueño de un año.
Después de que Sora volviera a despertar, sólo Riku es declarado un Maestro de la Llave Espada por Yen Sid. Sin dejarse desalentar por su fracaso, Sora se embarca en un nuevo viaje por su cuenta para entrenarse, mientras que Lea sorprende a todo el mundo invocando su propia Llave Espada: su petición para Yen Sid era convertirse en un portador de la Llave Espada, y él no ha hecho más que dominar la invocación de esta.
Sora más tarde vuelve a Ciudad de Paso, donde se encuentra solo, pero inmediatamente se reúne con todos sus amigos Espíritus Atrapasueños. En la Habitación del Despertar en el interior del Castillo del Olvido, Ventus, mientras aún duerme, se mueve ligeramente y sonríe.
En los créditos, se ve a Xehanort (fusión del Maestro Xehanort y Terra) examinando las Islas del Destino, y a Aqua mirando expectante el horizonte mientras sigue atrapada en el Reino de la Oscuridad. Donald y Goofy se muestran preocupados por Sora, y Riku llega con un invitado especial. Mientras tanto, Mickey discute con Yen Sid el tema de las Siete Luces (por el momento son él mismo, Sora, Riku, Terra, Aqua y Ventus) sobre quien debería ser el Séptimo Guardián de la Luz. Riku llega con el posible candidato que Yen Sid había pensado y Mickey se sorprende al ver que es Kairi.

## Enlaces
- Página oficial (japonés)
- Página oficial (español)

- Datos: Q2301369